# Ricaut de Tarascon
Ricaut de Tarascon (o Richautz) (fl. 1201-1237) fou un trobador occità. Se'n conserven dues composicions.

## Vida
Ricaut fou originari de Tarascó, com ens informa la vida, que indica que era cavaller de Provença, del castell de Tarascó. La resta de la vida no és gaire informativa, ja que només indica que fou bon cavaller, i bon trobador i servidor i que va fer bons sirventesos i cançons. En realitat no se n'ha conservat cap sirventes, tot i que podria ser que n'hagués escrit. Sí que se sap que Ricaut participava en el govern de Tarascó i era un home de Ramon Berenguer V de Provença.

## Obra

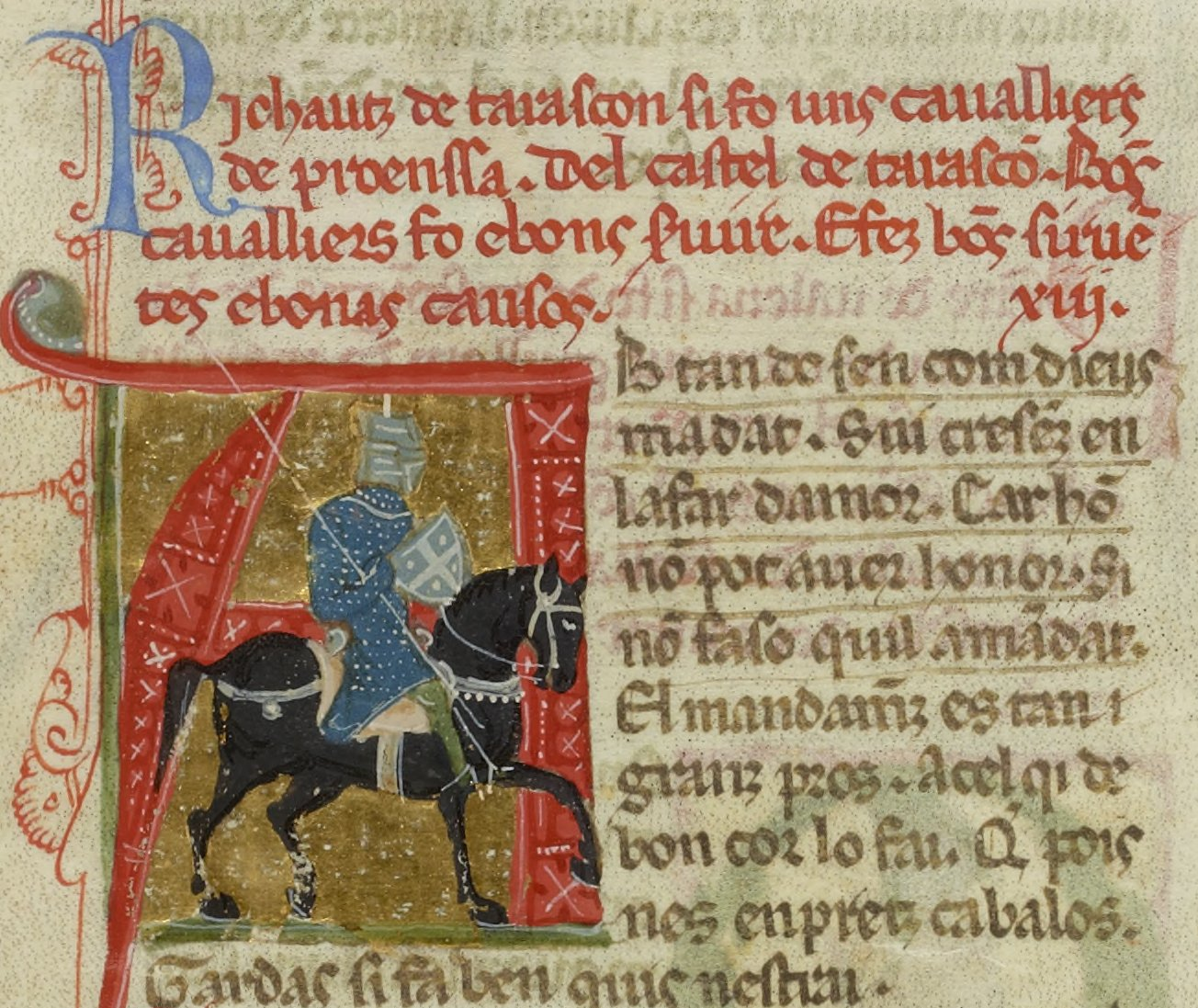
BnF ms. 854 fol. 122v; cançoner I

Se'n conserven dues composicions; una cançó i una tençó jocosa amb un tal Cabrit, que tradicionalment s'ha identificat amb Gui de Cavalhon però que també podria ser un personatge de la ciutat d'Arles.

### Cançons
- (422,1)[2] Ab tant de sen com dieus m'a dat
- (422,2 = 192,1a) Cabrit, al mieu vejaire (tençó; escrita cap a 1215 o 1216)

### Edicions
- Saverio Guida, La tenzone fra Ricau de Tarascon e 'Cabrit', in: Miscellanea di studi in onore di Aurelio Roncaglia a cinquant’anni dalla sua laurea, Modena 1989, pp. 637-661
- Ruth Harvey, Linda M. Paterson, Anna Radael, The Troubadour Tensos and Partimens: A Critical Edition, Woodbridge / Nova York / Londres, 2010, p. 1130-37
- Peter T. Ricketts, La chanso de Ricau de Tarascon (PC 422,1): Edition critique, traduction et notes, in: Romance Philology 57,1, p. 65-70

### Repertoris
- Alfred Pillet / Henry Carstens, Bibliographie der Troubadours von Dr. Alfred Pillet […] ergänzt, weitergeführt und herausgegeben von Dr. Henry Carstens. Halle : Niemeyer, 1933 [Ricaut de Tarascon és el número PC 422]
- Guido Favati (editor), Le biografie trovadoriche, testi provenzali dei secc. XIII e XIV, Bologna, Palmaverde, 1961, pàg. 364
- Martí de Riquer, Vidas y retratos de trovadores. Textos y miniaturas del siglo XIII, Barcelona, Círculo de Lectores, 1995 p. 277- 279 [Reproducció de la vida, amb traducció a l'espanyol, i miniatures dels cançoners I i K]